# استانیا (آستراخان)
استانیا (به لاتین: Stanya) یک منطقهٔ مسکونی در روسیه است که در استان آستراخان واقع شده‌است.